# Leopold Steinbatz
Leopold Steinbatz (* 25. Oktober 1918 in Wien; † 15. Juni 1942 bei Woltschansk nahe Charkow vermisst) war ein österreichischer Militärpilot, der nach dem sogenannten Anschluss in die deutsche Luftwaffe übernommen wurde und im Zweiten Weltkrieg 99 feindliche Flugzeuge abschoss.

## Leben

### Vorkriegszeit
Steinbatz war Angehöriger des Sturm 14/5 der Gruppe Donau der SA. Nachdem er seine Metzgerlehre beendet hatte, trat er 1937 in das Flieger-Ausbildungsregiment des Bundesheeres ein. Im März 1938 erfolgte der Anschluss Österreichs an das Deutsche Reich. Steinbatz wurde in die Luftwaffe der deutschen Wehrmacht übernommen und zum Jagdflieger ausgebildet. Zu Kriegsbeginn gehörte er der zweiten Staffel der Ergänzungsgruppe des Jagdgeschwaders 52 an. Aus diesem Geschwader der Luftwaffe gingen bekannte Jagdflieger des Zweiten Weltkrieges hervor wie Erich Hartmann, Günther Rall und Hermann Graf, dessen Rottenflieger Steinbatz wurde.

### Zweiter Weltkrieg

#### Einsätze in Südosteuropa
Im August 1940 beendete „Bazi“, wie er von seinen Kameraden genannt wurde, seine fliegerische Ausbildung. Ab 12. Oktober 1940 verlegte man den Stab der III. Gruppe und die 9. Staffel des Jagdgeschwaders 52 nach Rumänien, wo sie die südöstliche Flanke des Deutschen Reiches und das dortige, künftige Aufmarschgebiet für den Überfall auf die Sowjetunion absichern sollten. Allerdings bestanden die Einsätze zum damaligen Zeitpunkt lediglich im Schutz der Ölgebiete und der Ausbildung der rumänischen Piloten auf der Bf 109E. Seinen ersten Kampfeinsatz erlebte Steinbatz beim Unternehmen Merkur, der Schlacht um Kreta.

#### Kampfeinsätze an der Ostfront
Danach wurde das Geschwader beim Unternehmen Barbarossa, dem deutschen Angriff auf die Sowjetunion, eingesetzt. Dabei erzielte Steinbatz am 4. August 1941 seinen ersten Luftsieg. Nach seinem 42. Luftsieg wurde ihm das Ritterkreuz des Eisernen Kreuzes und am 2. Juni 1942 nach seinem 91. Luftsieg das Eichenlaub verliehen. Im Frühjahr 1942 flog er mit der seinerzeit erfolgreichsten Jagdstaffel 9./JG 52 und wurde am 20. Februar 1942 zum Oberfeldwebel befördert. Ostern 1942 war er, auf Hochzeitsurlaub, letztmals in der Heimat. Am 15. Juni 1942 wurde Steinbatz von sowjetischer Flakartillerie abgeschossen. Bis dahin hatte er 99 feindliche Flugzeuge abgeschossen. Nach seinem Tod wurde er am 23. Juli 1942 mit Wirkung zum 1. Juni 1942 postum zum Leutnant befördert und ihm die Schwerter zum Ritterkreuz des Eisernen Kreuzes verliehen. Er war der einzige Angehörige der Wehrmacht aus dem Mannschafts- und Unteroffiziersstand, der diese Auszeichnung erhielt.

## Orden und Ehrenzeichen
- Eisernes Kreuz (1939) II. und I. Klasse
- Verwundetenabzeichen (1939) in Schwarz
- Flugzeugführerabzeichen (1939)
- Frontflugspange für Jagdflieger
- Ehrenpokal für besondere Leistung im Luftkrieg
- Deutsches Kreuz in Gold am 22. Januar 1942[2]
- Ritterkreuz des Eisernen Kreuzes mit Eichenlaub und Schwertern[2]
  - Ritterkreuz am 14. Februar 1942
  - Eichenlaub am 2. Juni 1942 (96. Verleihung)
  - Schwerter am 23. Juni 1942 (14. Verleihung) (postum)
- Nennung im Wehrmachtbericht am 31. Mai 1942, 12. Juni 1942 und 25. Juni 1942[3]